# Манчестер (Оклахома)
Манчестер (англ. Manchester) — місто (англ. town) в США, в окрузі Грант штату Оклахома. Населення — 90 осіб (2020).

## Географія
Манчестер розташований за координатами 36°59′40″ пн. ш. 98°2′6″ зх. д. / 36.99444° пн. ш. 98.03500° зх. д. (36.994433, -98.035091).  За даними Бюро перепису населення США в 2010 році місто мало площу 0,64 км², уся площа — суходіл.

## Демографія
Згідно з переписом 2010 року, у місті мешкали 103 особи в 51 домогосподарстві у складі 28 родин. Густота населення становила 162 особи/км².  Було 59 помешкань (93/км²).
Расовий склад населення:
| - 99,0 % — білих - 1,0 % — осіб інших рас |

До двох чи більше рас належало 0,0 %. Частка іспаномовних становила 4,9 % від усіх жителів.
За віковим діапазоном населення розподілялося таким чином: 21,4 % — особи молодші 18 років, 60,2 % — особи у віці 18—64 років, 18,4 % — особи у віці 65 років та старші. Медіана віку мешканця становила 48,5 року. На 100 осіб жіночої статі у місті припадало 110,2 чоловіків;  на 100 жінок у віці від 18 років та старших — 113,2 чоловіків також старших 18 років.
Середній дохід на одне домашнє господарство  становив 52 300 доларів США (медіана — 58 750), а середній дохід на одну сім'ю — 61 482 долари (медіана — 61 250). За межею бідності перебувало 16,7 % осіб, у тому числі 0,0 % дітей у віці до 18 років та 16,7 % осіб у віці 65 років та старших.
Цивільне працевлаштоване населення становило 28 осіб. Основні галузі зайнятості: оптова торгівля — 25,0 %, виробництво — 17,9 %, сільське господарство, лісництво, риболовля — 17,9 %.